# Henri Van Averbeke
Pour les articles homonymes, voir Van Averbeke.
Henri Van Averbeke, dit Rik Van Averbeke, est un footballeur belge né le 26 octobre 1901.
Il a joué comme défenseur durant l'entre-deux-guerres au Royal Beerschot AC et en équipe de Belgique.
Avec le club anversois, il a été cinq fois Champion de Belgique, et avec les Diables Rouges, il a été sélectionné à 14 reprises.
Il a joué un match à Rotterdam dans le cadre des jeux olympiques de 1928 aux Pays-Bas.

## Palmarès
- International A de 1926 à 1929 (14 sélections)
- Participation aux Jeux Olympiques de 1928 (1 match joué)
- Champion de Belgique en 1922, 1924, 1925, 1926 et 1928 avec le Royal Beerschot AC